# Cumuatillo
Cumuatillo es una localidad del estado mexicano de Michoacán. Es parte del municipio de Venustiano Carranza. Actualmente tiene la categoría política de tenencia. En número de habitantes es la tercera población con mayor número de personas

## Toponimia
El nombre «Cumuatillo» proviene del purépecha, su significado es «Asoleadero de Tortugas».

## Demografía
| Gráfica de evolución demográfica |
|                                  |

| Censo | Población |
| ----- | --------- |
| 1921  | 120       |
| 1930  | 145       |
| 1940  | 1202      |
| 1950  | 1435      |
| 1960  | 1686      |
| 1970  | 1755      |
| 1980  | 1720      |
| 1990  | 2553      |
| 2000  | 2396      |
| 2010  | 2891      |
| 2020  | 3068      |